# Pol Domingo Ciuraneta
Pol Domingo Ciuraneta (La Pobla de Montornès, Tarragonès, 4 de novembre de 1999), és un futbolista professional català que juga al Nàstic de Tarragona en la posició de central o lateral dret.

## Trajectòria

### Primers anys i futbol base
Va començar a jugar als cinc anys a l'equip de futbol sala del seu poble, la Pobla de Montornès. Va estar-hi dos o tres anys i se'n va anar a l'aleví D del Nàstic. Allí va passar per totes les categories del futbol base fins a arribar a consolidar-se al juvenil, des d'on passaria al CF Pobla de Mafumet. Durant la temporada 2019-20 fou un dels futbolistes més destacats del filial motiu pel qual firmà el seu primer contracte professional el 4 de desembre de 2019 amb el Nàstic de Tarragona fins al 30 de juny de 2023.

### Nàstic de Tarragona
Amb un contracte professional, va entrar en dinàmica del primer equip fins a debutar l'11 de gener de 2020 en un partit de Copa del Rei al Nou Estadi davant del Real Saragossa que acabà amb derrota per 1-3. En lliga, va debutar quatre dies després contra la UE Llagostera amb resultat d'empat a 0. Arribà a consolidar-se com un dels fixos de Toni Seligrat fent de central o lateral dret quan calgués. Tot i això, en la mateixa temporada es va produir la pandèmia pel COVID-19 que en provocà la finalització de la mateixa.
El 17 d'agost de 2022, Domingo va ampliar el seu vincle amb el Gimnàstic fins al 2025.

## Vida personal
El germà bessó del Pol, Joan també és futbolista i defensa. Ell també va ser format al Nàstic.